# Titularbistum Pausulae
Pausulae (ital.: Pausula) ist ein in Italien gelegenes Titularbistum der römisch-katholischen Kirche.
Der heutige Ort heißt Corridonia und liegt in der italienischen Provinz Macerata.
| Titularbischöfe von Pausulae |                                            |                                    |              |                  |
| Nr.                          | Name                                       | Amt                                | von          | bis              |
| 1                            | Alfred Kleinermeilert                      | Weihbischof in Trier (Deutschland) | 3. Mai 1968  | 23. Oktober 2023 |
| 2                            | Mauro Lalli Titularerzbischof pro hac vice | Apostolischer Nuntius              | 1. März 2024 |                  |